# Storlien
Storlien är en småort i Åre distrikt (Åre socken) i Åre kommun i Jämtland. Storlien ligger två kilometer från gränsen till Norge. 
Orten är uppbyggd kring turism och friluftsliv - alpin skidåkning, snöskoter, längdskidåkning, jakt, fiske och fjällvandring, samt till stor del dagligvaruhandel inriktad mot norska kunder där det under 2000-talet har blivit allt viktigare med kunder från Norge, och de flesta turisterna i Storlien är norrmän. Den svenska kungafamiljen har ett hus i Storlien där de ofta firar påsk och nyår. Tidigare fanns på orten också ett sanatorium som den kände läkeren i Enköping Ernst Westerlund drev. E14 (tidigare benämnd E75) passerar i utkanten av Storlien och där finns även en tullstation på den svenska sidan av riksgränsen.

## Historik
Redan på 1100-talet vandrade tusentals pilgrimer från hela Europa mot Olav den heliges grav i Nidaros. De stannade till vid Skurdalssjön (på andra sidan Skurdalshöjden). På klipphällar kan man se kors som de ristat in i berget. I närheten står också Stenen i Grönan dal ett mytomspunnet landmärke vars historia och syfte är okänt. 
Fram till början av 1800-talet användes Storlien främst av norrmän för jakt, fiske och kreatursbete. År 1844 anlände den första nybyggaren. Under slutet av 1800-talet inleddes Storliens utbyggnad till turistort. År 1882 invigdes järnvägen. Samma år startade Ernst Westerlund praktik där sommartid , och två hotell etablerades några år senare på orten. Med sin lättillgängliga högfjällsterräng och järnvägsstation blev Storlien snabbt centrum för Skidfrämjandets (numera Friluftsfrämjandets) verksamhet.

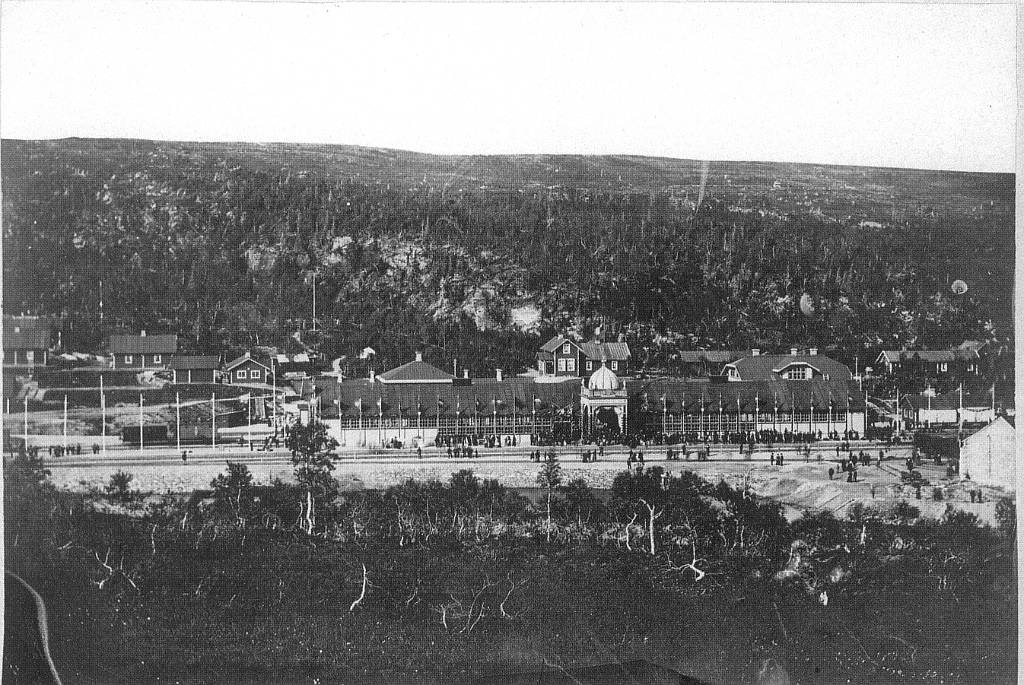
Storliens järnvägsstation vid invigningen av Mittbanan/Meråkerbanan 1882.

På initiativ av lärarinnor höll Skidfrämjandet i samarbete med Svenska skiddelegationen och Svenska turistföreningen 1924 en fyradagarskurs i ”modern skidteknik” i Storlien. Kursledare var Gunnar Dyhlén som lärde ut olika sätt att svänga skidorna och därför anses kursen, om än i primitiv form, också vara startskottet för utförsåkning i organiserad form i Sverige. På nyåret 1931 röjdes spontant på Skurdalshöjdens fjällbranter Sveriges första slalombacke, Möllers Backe. År 1933 fick prins Gustaf Adolf och prinsessan Sibylla en stuga som bröllopspresent av Skidfrämjandet, en stuga som fortfarande är i kungafamiljens ägo. 
Efter att skidpionjären Olle Rimfors varit i österrikiska Alperna och hämtat hem empirisk kunskap om utförsåkning anlade han Slalombacken sommaren 1934, den första riktigt anlagda svenska slalompisten i Sverige jämte gamla slalombacken på Östberget på Frösön. Under ledning av Rimfors arrangerade Skidfrämjandet i den nya slalombacken 1935 den första internationella slalomtävlingen med FIS:s regler i Jämtland,  den andra i sitt slag i Sverige om pingsttävlingen i Riksgränsen 1934, där det deltog en amerikansk turist, räknas med. I Storlien bildades också Sveriges första slalomklubb, Skidfrämjandets slalomklubb, med hela landet som upptagningsområde.

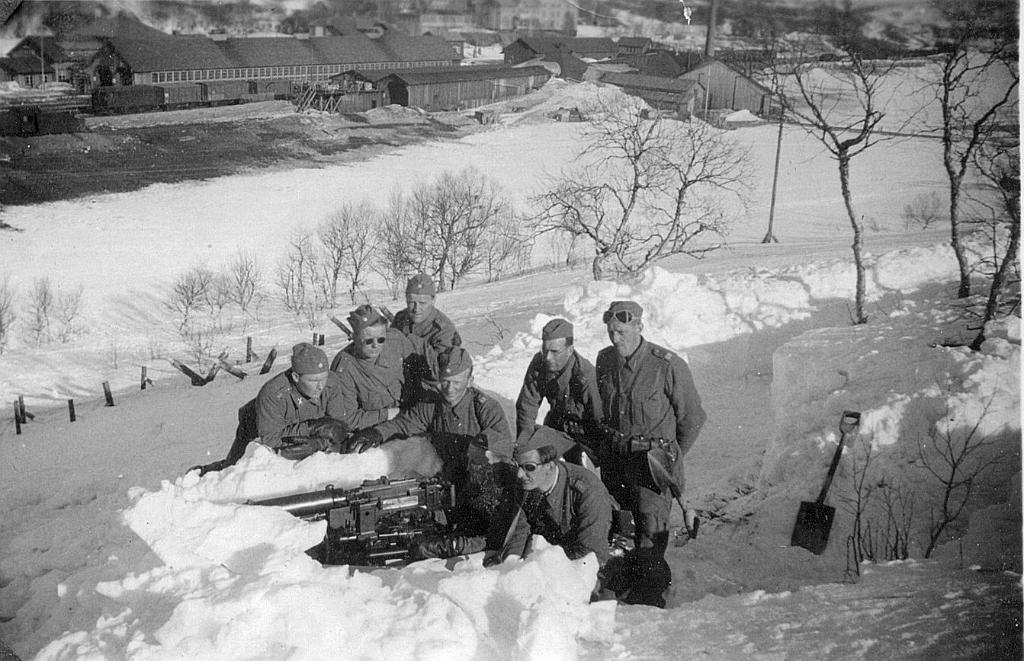
1943, kulspruteställning

 Kronprinsen Kronprins Gustav Adolf och Sibylla gifte sig 1933 och fick då en röd stuga i Storlien intill Högfjällshotellet som bröllopspresent från Skidfrämjandet, vilket bidrog till dess dragningskraft för stugturism.
Under andra världskriget rådde vistelseförbud i Storlien som då användes av militären. År 1940 hölls topphemliga militära förhandlingar mellan Sverige och Nazityskland i en järnvägsvagn i Storlien.[källa behövs]
År 1942 öppnade den första skidliften i området, vilket var den andra skidliften som byggdes i Sverige. 1958 byggdes högfjällshotellet ut, som då fick en kapacitet för 550 gäster. Storlien var ända fram till 1960-talet centrum för Skid- och friluftsfrämjandets vinterverksamheter och kan i dag betraktas som svensk utförsåknings vagga. 
Under åren 1972-95 var industrimannen Matts Carlgren den störste delägaren i högfjällshotellet, vilket gick i konkurs 1998. Året därpå köptes det av Lars Nilsson med omliggande, totalt drygt 3 000 hektar, för 37 miljoner kronor. I juli 2011 köpte Ulrich John området och deklarerade att han skulle satsa på Storliens Högfjällshotell. Hotellet var öppet 2012 och stängt säsongen 2012/13. Efter Ulrich Johns misslyckade satsning återgick Storliens Högfjällshotell i familjen Nilssons ägo.2022 köptes hotellet av Sidsjö Fastigheter och har sedan dess haft öppet 365 dagar om året. 
SMHI hade sin väderstation i Storlien mellan 1979 och 2015. Väderstationen på Visjövalen har stängts och har därefter renoverats och inrymmer numera endast lägenheter. Väderstationen är nu lokaliserad till Storvallen och har nu blivit en automatstation.  
Det pågår arbeten med Storlien Handel/ Fjellhandel där man väntar på att byggherren skall fullfölja sina åtaganden att bygga bostäder för bl.a. personal i området.. 
År 2020 öppnade en ny stor gränshandelshall med Coop och EuroCash som ankare.

### Befolkningsutveckling
| Befolkningsutvecklingen i Storlien 1960–2015  | Befolkningsutvecklingen i Storlien 1960–2015 | Befolkningsutvecklingen i Storlien 1960–2015 | Befolkningsutvecklingen i Storlien 1960–2015 | Befolkningsutvecklingen i Storlien 1960–2015 |
| --------------------------------------------- | -------------------------------------------- | -------------------------------------------- | -------------------------------------------- | -------------------------------------------- |
|                                               |                                              |                                              |                                              |                                              |
| År                                            |                                              |                                              | Folkmängd                                    | Areal (ha)                                   |
| 1960                                          | 1960                                         |                                              | 247                                          |                                              |
| 1965                                          | 1965                                         |                                              | 222                                          |                                              |
| 1990                                          | 1990                                         |                                              | 157                                          | 19#                                          |
| 1995                                          | 1995                                         |                                              | 128                                          | 22#                                          |
| 2000                                          | 2000                                         |                                              | 116                                          | 20#                                          |
| 2005                                          | 2005                                         |                                              | 97                                           | 23#                                          |
| 2010                                          | 2010                                         |                                              | 92                                           | 22#                                          |
| 2015                                          | 2015                                         |                                              | 74                                           | 72#                                          |
| Anm.: Upphörde som tätort 1970. # Som småort. |                                              |                                              |                                              |                                              |

## Skidområdet

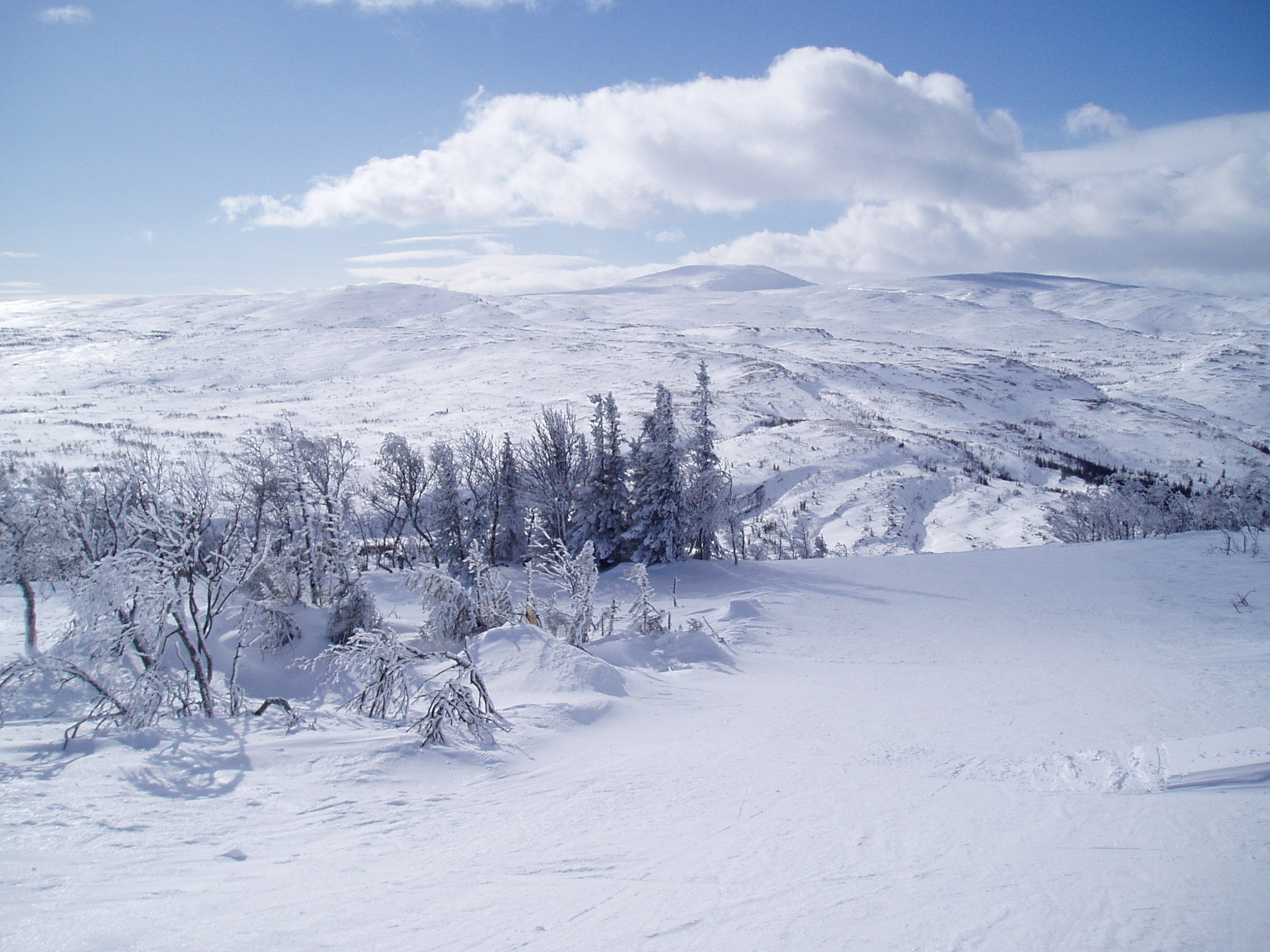
Bild från toppen av skidområdet.

Storliens skidområde består av nio liftar och 23 nedfarter. Fallhöjden är 190 meter. Det finns tre barnområden med knapplift och tillhörande lätt nedfart. Det är kvällsskidåkning varje fredag i den belysta Slalombacken.

## Kommunikationer
Mitt i Storlien ligger Storliens järnvägsstation, som ligger på Mittbanan/Meråkersbanan, järnvägen mellan Trondheim och Sundsvall. Stationen trafikeras av regionaltåg, två gånger per dag, till Östersund/Sundsvall med Norrtåg, samt två gånger per dag till Trondheim med SJ Norge.
Under vintersäsongen går även nattåg till Malmö och Stockholm med Snälltåget. 
Närmaste flygplats är Trondheim flygplats, Værnes som ligger omkring sju mil väster om Storlien.
Europaväg E14 går genom Storlien.